# Lazar Joksimović
Lazar Joksimović (in serbo Лазар Јоксимовић?; Užice, 6 gennaio 2002) è un cestista serbo.

## Carriera

### Nazionale
Con la nazionale under-19 serba ha partecipato ai Mondiali di categoria del 2021, conclusi al quarto posto finale.